# Billy Schuler
Billy Schuler, född 27 april 1990, är en amerikansk fotbollsspelare som spelar för Carolina RailHawks. Schuler har tidigare spelat för North Carolina Tar Heels och Hammarby IF.
Schuler började sin fotbollskarriär på Edison Academy Bradenton. Han spelade därefter fyra säsonger college-fotboll i North Carolina Tar Heels, där han under 2011 gjorde 16 mål på 25 matcher.
I januari 2012 skrev Schuler på ett tvåårskontrakt med option på ytterligare ett år med Hammarby IF. I september 2012 lånade Hammarby ut Schuler samt Fredrik Forsberg till samarbetsklubben Nacka FF i division 2 för resten av säsongen. Efter säsongen 2013 blev det klart att Schuler tillsammans med Mattias Adelstam och Adis Husidic lämnade Hammarby.